# Merchants of Doubt
Merchants of Doubt är en bok från 2010 skriven av de amerikanska vetenskapshistorikerna Naomi Oreskes och Erik M. Conway. Författarna visar på paralleller mellan debatten om global uppvärmning och tidigare kontroverser kring tobaksrökning, surt regn och hålet i ozonlagret. De anser att krafter som motsätter sig åtgärder, trots vetenskaplig konsensus, använder taktiken att sprida tvivel och osäkerhet i frågorna, för att "hålla debatten levande".